# Jätteröksvamp
Jätteröksvamp (Langermannia gigantea) är en svampart i familjen Agaricacea. Tidigare fördes arten liksom övriga röksvampar till ordningen Gasteromycetes (buksvampar), vilken befunnits vara polyfyletisk, men återfinns numera i Agaricales. 
Jätteröksvampen är en av Sveriges största svampar och brukar väcka uppmärksamhet när den väl påträffas. Den växer ofta i trädgårdar, parker och hagar och i mullrika ädellövskogar.  Den är ovanlig i Sverige och växer främst söderut.  
Den är endast duglig som matsvamp om den är ung med helvitt kött. Man kan steka hela skivor av svampen i stekpannan. 